# Pinctada radiata
Pinctada imbricata radiata
Espèce
Synonymes
- voir paragraphe #Synonymes

Pinctada imbricata radiata (souvent abrégée en Pinctada radiata) est une huître perlière que l'on trouve dans tout l'océan Indo-Pacifique. C'est une espèce du genre Pinctada.

## Synonymes
- Avicula radiata var. canarina Philippi, 1849[2]
- Avicula radiata Leach, 1814[2]
- Meleagrina occa Reeve[2]
- Meleagrina savignyi Monterosato, 1884[2]
- Pinctada radiata (Leach, 1814)[2]
- Pteria occa Reeve, 1857[2]

## Description
Pinctada radiata est un petit mollusque bivalve qui mesure généralement entre 50 et 65 millimètres de long, mais peut atteindre 106 mm. La coquille est mince, comprimée, avec des anneaux de croissance et des nervures sur la surface supérieure. Sa coloration varie, mais elle est généralement brun ou rouge à l'extérieur avec un intérieur nacré et un bord brun clair. Plus rarement, la coque peut être verte ou bronze. Des rayons bruns ou rouge foncé peuvent marquer la coquille, ainsi que des zones sombres à la marge. La forme et la structure de la coque montrent également beaucoup de variations, d'où ses nombreux synonymes.

## Habitat et répartition
Son aire de répartition s'étend au nord jusqu'au Japon et au sud jusqu'à l'État australien de Victoria.
Pinctada radiata vit le long des côtes de l'Indo-Pacifique et en mer Méditerranée à toutes les profondeurs, mais on le trouve généralement entre 5 et 25 mètres. Il s'attache à divers substrats durs, y compris les roches et les épaves. P. radiata est commune dans toute son aire de répartition, peut-être en raison de son adaptation à un environnement subtropical et sa capacité à survivre dans des eaux polluées. Il se limitait auparavant uniquement à la région Indo-Pacifique, mais a été introduit dans la Méditerranée involontairement via le canal de Suez, mais aussi volontairement pour l'aquaculture,.

## Exploitation par l'Homme
Pinctada radiata est récolté pour les perles, en particulier dans les eaux du Qatar, où l'espèce peut constituer jusqu'à 95 % des captures d'huîtres. Il est également pêché pour sa chair comestible et sa coque brillante.